# 로산 세스
로산 세스(Roshan Seth, 1942년 4월 2일 ~ )는 인도의 배우이다. 파트나에서 태어났다.

## 출연 작품
- 덤보 (2019년) - 프라메쉬 싱 역
- 시티 오브 타이니 라이트 (2016년)
- 브라민 불스 (2013, Brahmin Bulls)
- 더 러버스 (2013년)
- 엑 타 타이거 (2012년)
- 트리쉬나 (2011년) - 제이 아버지 역
- 치타 걸스 3 (2008년)
- 아말 (2007년)
- 브로큰 스레드 (2007년) - 데사 역
- 구루 (2007년)
- 프루프 (2005년)
- 몬순 웨딩 (2001년)
- 버티칼 리미트 (2000년) - 아미르 살림 대령 역
- 시크릿 오브 더 안데스 (1999년)
- 서치 어 롱 저니 (1998년)
- 더 저니 (1997년) - 키샨 싱 역
- 스트리트 파이터 (1994년)
- 스탈린 (1992년)
- 미시시피 마살라 (1991년)
- 솔로몬의 딸 (1991년)
- 마운틴 오브 더 문 (1990년)
- 죽지 않는 사나이 (1989년)
- 리틀 도리트 (1988년)
- 나의 아름다운 세탁소 (1985년) - 파파 역
- 인도로 가는 길 (1984년)
- 인디아나 존스: 미궁의 사원 (1984년) - 샤타 랄 역
- 간디 (1982년)
- 브리타닉호의 위기 (1974년)
- 더 웬즈데이 플레이 (1964년)

### 텔레비전
- 인디안 썸머스 시즌1 (2015년)